# Phương tiện truyền thông
Phương tiện truyền thông hay phương tiện thông tin (tiếng Anh: media) là việc vận dụng các khả năng của cơ thể, sử dụng những phương tiện có sẵn trong thiên nhiên hoặc những công cụ nhân tạo để diễn tả và chuyển tải những thông tin, thông điệp từ bản thân đến người khác hay từ nơi này sang nơi khác.
Phương tiện truyền thông cũng được hiểu là những kênh truyền tải và lưu trữ hoặc công cụ được sử dụng để lưu và gửi thông tin hoặc dữ liệu, qua đó tin tức, giải trí, giáo dục, dữ liệu hoặc tin nhắn quảng cáo được phổ biến. Phương tiện truyền thông bao gồm phát thanh, truyền hình và phương tiện truyền thông như báo, tạp chí, truyền hình, đài phát thanh, bảng quảng cáo, gửi thư trực tiếp, điện thoại, fax, và internet.
Tài liệu lưu trữ dữ liệu được chia thành ba loại lớn theo phương pháp ghi: 
- Magnetic, như đĩa mềm, đĩa cd, dvd, băng từ,
- Quang học, chẳng hạn như vi phim
- Magneto-Optical, như đĩa CD và DVD.

## Sự phát triển
Khởi đầu sự giao tiếp của con người thông qua các kênh truyền thông được thiết kế, ví dụ không phải là các hoạt động hát hoặc thông qua cử chỉ, lịch sử của nó bắt đầu với những bức tranh điêu khắc, bản đồ được vẽ và viết.
Đế quốc Ba Tư (trung vào Iran ngày nay) đã đóng một vai trò quan trọng trong lĩnh vực truyền thông. Nó được biết đến với thư hoặc hệ thống bưu chính  thực sự đầu tiên, được cho là đã được phát triển bởi các hoàng đế Ba Tư Cyrus Đại đế (c. 550 BC) sau cuộc chinh phục của ông về phương tiện truyền thông. Vai trò của hệ thống như một bộ máy thu thập tình báo cũng là tài liệu, và dịch vụ đã được (sau này) được gọi là angariae, một thuật ngữ trong thời gian đó để chỉ một hệ thống thuế. Cựu Ước (Esther, VIII) có đề cập đến hệ thống này:. Ahasuerus, vua Mê-đi, sử dụng người đưa thư để truyền các quyết định của mình
Các thông tin liên lạc (communication) từ có nguồn gốc từ communicare gốc Latin. Nó cũng được đế quốc La Mã mô tả như là thư hay hệ thống bưu điện, để tập trung kiểm soát của đế chế từ Rome. Điều này cho phép thư từ cá nhân và cho người dân Rome thu thập kiến thức về các sự kiện ở nhiều tỉnh phổ biến rộng rãi. Hệ thống bưu chính nâng cao hơn sau đó xuất hiện trong các Caliphate Hồi giáo và đế quốc Mông Cổ trong thời Trung Cổ.

## Ảnh hưởng đến xã hội
Công nghệ truyền thông đã khiến giao tiếp ngày càng dễ dàng hơn so với lịch sử. Hôm nay, trẻ em được khuyến khích sử dụng công cụ truyền thông trong trường học và dự kiến sẽ có một sự hiểu biết chung về các công nghệ có sẵn khác nhau. Internet được cho là một trong những công cụ hiệu quả nhất trong phương tiện truyền thông để liên lạc. Các công cụ như e-mail, Skype, Facebook vv, đã đưa con người đến gần với nhau và tạo ra các cộng đồng trực tuyến mới. Tuy nhiên, một số có thể lập luận rằng một số loại phương tiện truyền thông có thể gây cản trở giao tiếp mặt đối mặt.
Trong một xã hội tiêu dùng theo định hướng lớn, phương tiện truyền thông điện tử(ví dụ như TV) và phương tiện in (chẳng hạn như báo chí) là quan trọng để phân phối phương tiện truyền thông quảng cáo. Công nghệ càng tiên tiến hơn thì xã hội được tiếp cận với hàng hóa và dịch vụ thông qua các phương tiện truyền thông càng mới hơn.
Bên cạnh vai trò "quảng cáo", phương tiện truyền thông ngày nay là một công cụ để chia sẻ kiến thức trên toàn thế giới. Phân tích sự tiến hóa của môi trường trong xã hội, Popkin tìm ra vai trò quan trọng của các phương tiện truyền thông, bằng cách xây dựng kết nối giữa chính trị, văn hóa và đời sống kinh tế và xã hội: ví dụ tờ báo định kỳ đã có cơ hội đầu tiên là quảng cáo và thứ hai là cập nhật các hoạt động đối ngoại hiện nay hoặc tình hình kinh tế đất nước. Trong lúc đó, Willinsky đã phát huy vai trò của công nghệ hiện đại như là một cách để truyền tải văn hóa, giới tính, vượt qua các rào cản quốc gia. Ông đã thấy internet là một cơ hội để thiết lập một hệ thống công bằng và bình đẳng các kiến thức:  internet có thể được truy cập vào bởi bất cứ ai, bất kỳ thông tin được công bố có thể được đọc và tham khảo ý kiến của bất cứ ai. Do đó, internet là một giải pháp bền vững để vượt qua những "khoảng cách" giữa các nước phát triển và đang phát triển tức là cả hai sẽ có được một cơ hội để học hỏi lẫn nhau. Canagarajah đang giải quyết vấn đề liên quan đến quan hệ bất bình đẳng giữa các nước Bắc và Nam, khẳng định rằng các nước phương Tây có xu hướng áp đặt ý tưởng của mình vào việc phát triển đất nước. Vì thế, internet là cách để thiết lập lại sự cân bằng, bởi ví dụ tăng cường công bố báo, tạp chí học thuật từ các nước đang phát triển. Christen là một trong những người đã tạo ra một hệ thống cung cấp truy cập đến tri thức và bảo vệ quán và văn hóa của người dân. Thật vậy, trong một số xã hội truyền thống, một số giới tính có thể không có quyền truy cập vào một loại nhất định của tri thức do đó tôn trọng những phong tục giới hạn phạm vi phổ biến nhưng vẫn cho phép việc truyền bá kiến thức. Trong quá trình phổ biến này, phương tiện truyền thông sẽ đóng một vai trò "trung gian", đó là nói dịch một nghiên cứu học thuật sang một định dạng báo chí, có thể truy cập bởi đối tượng cư sĩ (Levin). Do đó, phương tiện truyền thông là một hình thức truyền thông hiện đại nhằm phổ biến kiến thức trong toàn bộ thế giới, không phân biệt bất kỳ hình thức phân biệt đối xử.
Phương tiện truyền thông, thông qua các phương tiện truyền thông và thông tin liên lạc tâm lý, đã giúp kết nối mọi người không bị giới hạn bởi vị trí địa lý. Nó cũng giúp trong các khía cạnh của các doanh nghiệp hoạt động trong lĩnh vực thương mại điện tư và các hoạt động khác mà có một phiên bản trực tuyến. Tất cả các phương tiện truyền thông nhằm ảnh hưởng đến hành vi của con người được bắt đầu thông qua truyền thông và các hành vi dự định được diễn đạt bằng tâm lý. Do đó, sự hiểu biết và truyền thông tâm lý là nền tảng trong việc tìm hiểu những tác động xã hội và cá nhân của phương tiện truyền thông. Các lĩnh vực mở rộng của phương tiện truyền thông và thông tin liên lạc tâm lý kết hợp các bộ môn được thành lập theo một cách mới.
Thời gian thay đổi dựa trên sự sáng tạo và hiệu quả có thể không có một mối tương quan trực tiếp với công nghệ. Các cuộc cách mạng thông tin được dựa trên những tiến bộ hiện đại. Trong thế kỷ 19, những thông tin "bùng nổ" nhanh chóng vì các hệ thống bưu chính, tăng khả năng tiếp cận báo chí, cũng như các trường được "hiện đại hóa". Những tiến bộ đã được thực hiện do sự gia tăng của người dân được xoá mù chữ và giáo dục. Các phương pháp giao tiếp mặc dù đã thay đổi và phân tán trong nhiều hướng dựa trên mã nguồn của tác động văn hóa xã hội của nó. Những thành kiến trong các phương tiện truyền thông có ảnh hưởng đến tôn giáo thiểu số, dân tộc có hình thức phân biệt chủng tộc trong các phương tiện truyền thông và chứng cuồng sợ Hồi giáo (Islamophobia)  trong giới truyền thông.